# Vittorio Veneto (slagskepp)
Vittorio Veneto var ett italienskt slagskepp av Littorio-klass som tjänstgjorde i Regia Marina under andra världskriget. Hon anses vara det främsta av de italienska stridsfartygen i den italienska marinen under andra världskriget. Namnet är hämtat från den italienska segern i slaget vid Vittorio Veneto under första världskriget. 
Vittorio Veneto kölsträcktes 28 oktober 1934 vid Cantieri Riuniti dell'Adriatico i Trieste, sjösattes 25 juli 1937 och levererades till flottan i april 1940. Hon tillfördes 10 juni första eskaderns 9. slagskeppsdivision men undergick då ännu stridsutbildning fram till 2 augusti och deltog inte i några strider. 31 augusti 1940 sändes hon ut på sitt första uppdrag under det fruktlösa sökandet efter en brittisk konvoj. 6-9 september deltog hon i ett sökande efter den brittiska Stryka H, men även denna gång utan framgång. Hon undgick det brittiska flygangreppet mot Taranto 11 november 1940 utan skador och gick dagen därpå till Neapel och därifrån till La Spezia. 27 november 1940 deltog Vittorio Veneto i slaget vid Kap Teulada men lyckades aldrig få in någon träff. Sedan Giulio Cesare blivit skadad 8 januari 1941 var Vittorio Veneto det enda stridsdugliga slagskeppet i italienska flottan. 26 mars gick hon till sjöss tillsammans med 6 tunga kryssare, 2 lätta kryssare och 13 jagare för att slå mot brittiska konvojer i Egeiska havet. På morgonen 28 mars besköt hon vid ön Gavdos fyra brittiska lätta kryssare utan resultat. Lite senare anfölls hon av tre Albacore och två Swordfishplan från hangarfartyget HMS Formidable och träffades av en torped i aktern på styrbords sida. Ett hål på 9 x3 meter uppstod, styrbord ytteraxel och styrbord hjälproder fastnade. Vittorio Veneto tog in vatten och förlorade förmågan att gå för egen maskin. Efter en tid lyckades hon dock återfå driftförmågan. Förnyade attacker från brittiska flygplan ledde inte till några fler skador på Vittorio Veneto, men den tunga kryssaren Pola skadades, vilket ledde till det nattliga slaget vid Kap Matapan, där tre italienska tunga kryssare och två jagare sänktes. Reparationerna av Vittorio Veneto tog fyra månader. Tillsammans med slagskeppet Littorio gick hon 23-24 augusti och 27-28 september 1941 ut för att angripa brittiska Styrka H, men operationerna blev resultatlösa. Under en operation där hon gav skydd åt en konvoj till Nordafrika torpederades Vittorio Veneto 14 december av den brittiska ubåten Urge. Torpeden slog upp ett hål på 13 x 6 meter men Vittorio Veneto klarade att ta sig tillbaka till hemmabasen för egen maskin. Reparationerna tog 4 månader. Hon deltog 14-15 juni 1942 i den resultat operationen mot den brittiska konvojen Vigorous, varefter fartygen på grund av bränslebrist inte kom att gå till sjöss mer. Medan det låg i La Spezia anfölls staden 5 juni 1943 av amerikanska B-17-bombare och fick två direktträffar av 908 kilos bomber. Den första gick utan att detonera rakt igenom alla däck, sig håll i botten. Den andra gick också genom samtliga däck och detonerade under fartyget. Reparationen i Genua tog en och en halv månad. Efter Italiens kapitulation gick Vittorio Veneto 9-11 september till Malta, och anlöpte 17 september Alexandria, varefter hon ombaserades till Stora Bittersjön där hon befann sig till 6 februari 1946. Hon återvände till Italien 9 februari 1946, utgick som stridsfartyg 3 januari 1948 och ströks ur flottans rullor 1 februari 1948. Enligt Parisavtalet skulle hon överlämnas till Storbritannien men skrotades i La Spezia 1953-1955.